# مدفع ماء

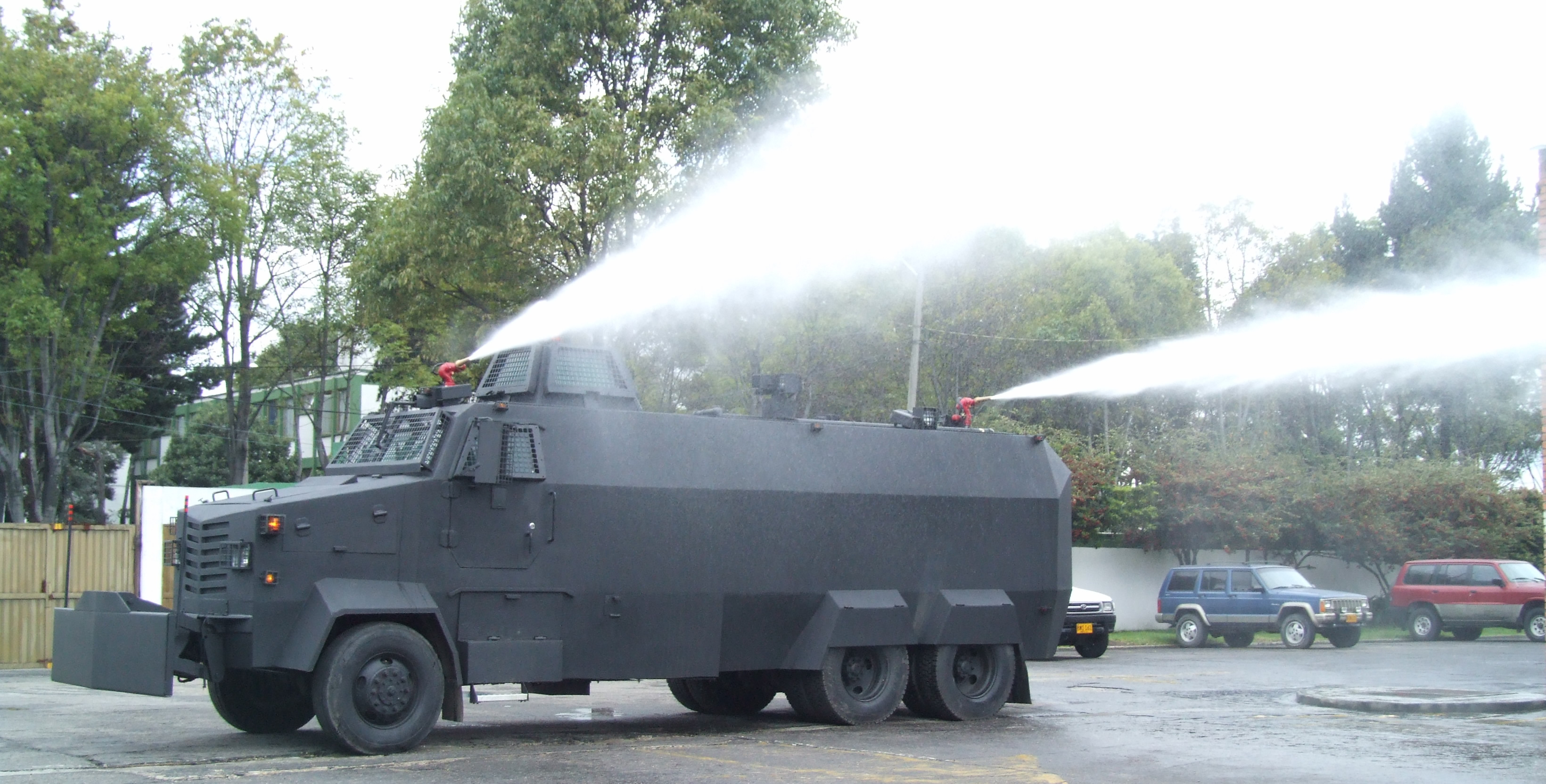

مدفع المياه هو الجهاز الذي يطلق تيار المياه عالي الضغط عادة، يمكن خراطيم المياه قدف كمية كبيرة من المياه، في كثير من الأحيان أكثر من عشرات الأمتار / مئات من الأقدام واستخدم الباحثون في مكافحة الحرائق ومكافحة الشغب. معظم سقوط مدافع المياه تحت فئة من رصد إطلاق النار.